# قانون الهجرة
قانون الهجرة هو القانون الذي يقصد به السياسات والضوابط المعمول بها في الحكومات الوطنية والتي تتحكم في ظاهرة الهجرة إلى أراضيهاهو ضبط الناس وأعدادهم الذين قد يدخلون أراضي أي دولة ذات سيادة. وهذا ينطبق على كل من الأشخاص الذين يسعون للعيش والعمل في بلد معين (أو جزء منه) والسياح، والأشخاص الموقوفون بسبب قضايا السفر، وأولئك الذين يرغبون في الدراسة أو بطريقة أخرى الاستفادة من مرافق البلد.

ضبط الهجرة بشكل أو بآخر مفروض من معظم البلدان. وهو حق أصيل للدولة ذات سيادة.
قانون الهجرة، يختص بالمواطنين الأجانب ووضعهم القانون في البلد، ولا علاقة له بقوانين الجنسية، الذي يحكم الوضع القانوني للشخص، في بعض مسائل مثل المواطنة. وقوانين الهجرة تختلف من بلد إلى آخر، وكذلك وفقا للمناخ السياسي في بعض الأوقات، ووالاحوال الاجتماعية والاقتصادية قد التأثير من شمولية على نطاق واسع الحصري عميق من المهاجرين الجدد. .
وينظم قانون الهجرة فيما يتعلق مواطني البلاد من خلال القانون الدولي. والعهد الدولي للأمم المتحدة بشأن الحقوق المدنية والسياسية الولايات التي تسمح جميع البلدان دخول مواطنيها.
ويمكن للبلدان معينة تحافظ على قوانين صارمة بدلا التي تنظم كل من حق الدخول وحقوق الداخلية، مثل مدة الإقامة والحق في المشاركة في الحكومة. معظم البلدان لديها قوانين التي تعين عملية التجنيس، الذي قد يصبح المهاجرون المواطنين.

## قانون الهجرة الأمريكي
ان قانون الهجرة في الولايات المتحدة هو قانون فدرالي، يتم تنظيمه بقانون الهجرة والجنسية وتعديلاته. ويتولى قانون الهجرة والجنسية كل المسائل المتعلقة بالهجرة إلى الولايات المتحدة بما يتضمن، ولا يقتصر على، الزوار، هجرة مبنية على العائلة (مثل، الأطفال، الاهل، الازواج، والاخوة)، وهجرة بقصد التوظيف، اللجوء واللجوء السياسي، الطلاب، الترحيل والإزالة من الولايات المتحدة. ان المعاملة التي من خلالها يصبح المهاجر مواطناُ اميركياُ بالإضافة إلى عواقب خرق قانون الهجرة أيضا متنضمنة بقانون الهجرة والجنسية Immigration and Nationality Act.

## قانون الهجرة في روسيا الإتحادية
منذ تاريخ 10 يناير عام 2015 بدأ العمل في روسيا بقانون هجرة جديد وينص على منع دخول المواطنين الاجانب لمدة تصل لعشر سنوات إذا ما خالفو شروط الإقامة وايضا يعد من ناحية أخرى قانون الهجرة في روسيا سهل إذا كان للمهاجرين أقارب من الدرجة الأولى يقيمون أو كانوا يقيمون على الأراضي التابعة للإمبراطورية الروسية أو الاتحاد السوفيتي ضمن حدود روسيا الاتحادية على شرط انتقالهم للإقامة الدائمة في روسيا، والتخلي عن جنسيتهم الأجنبية.
يحصل الأشخاص الذين تشملهم هذه الشروط، على الجنسية الروسية، ويعفون من شرط الفترة الزمنية اللازمة للإقامة في روسيا، ومستوى إتقان اللغة الروسية وتصريح الإقامة على شرط تخليهم عن جنسية الدولة الأجنبية التي يحملونها. إن التخلي عن الجنسية الأجنبية لن يكون واجبا إذا كان هناك اتفاق دولي لروسيا بهذا الشأن، أو لا يمكن التخلي عنها لأسباب خارجة عن إرادة الشخص.